# Heinrich III. (Frankreich)

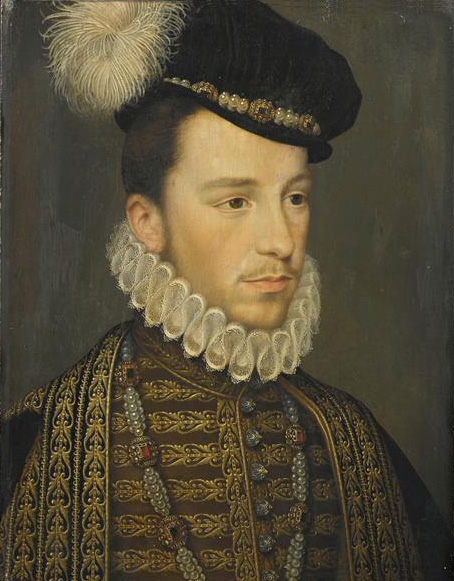
Der 19-jährige Herzog von Anjou und spätere König Heinrich III. auf einem Gemälde von François Clouet (1570)

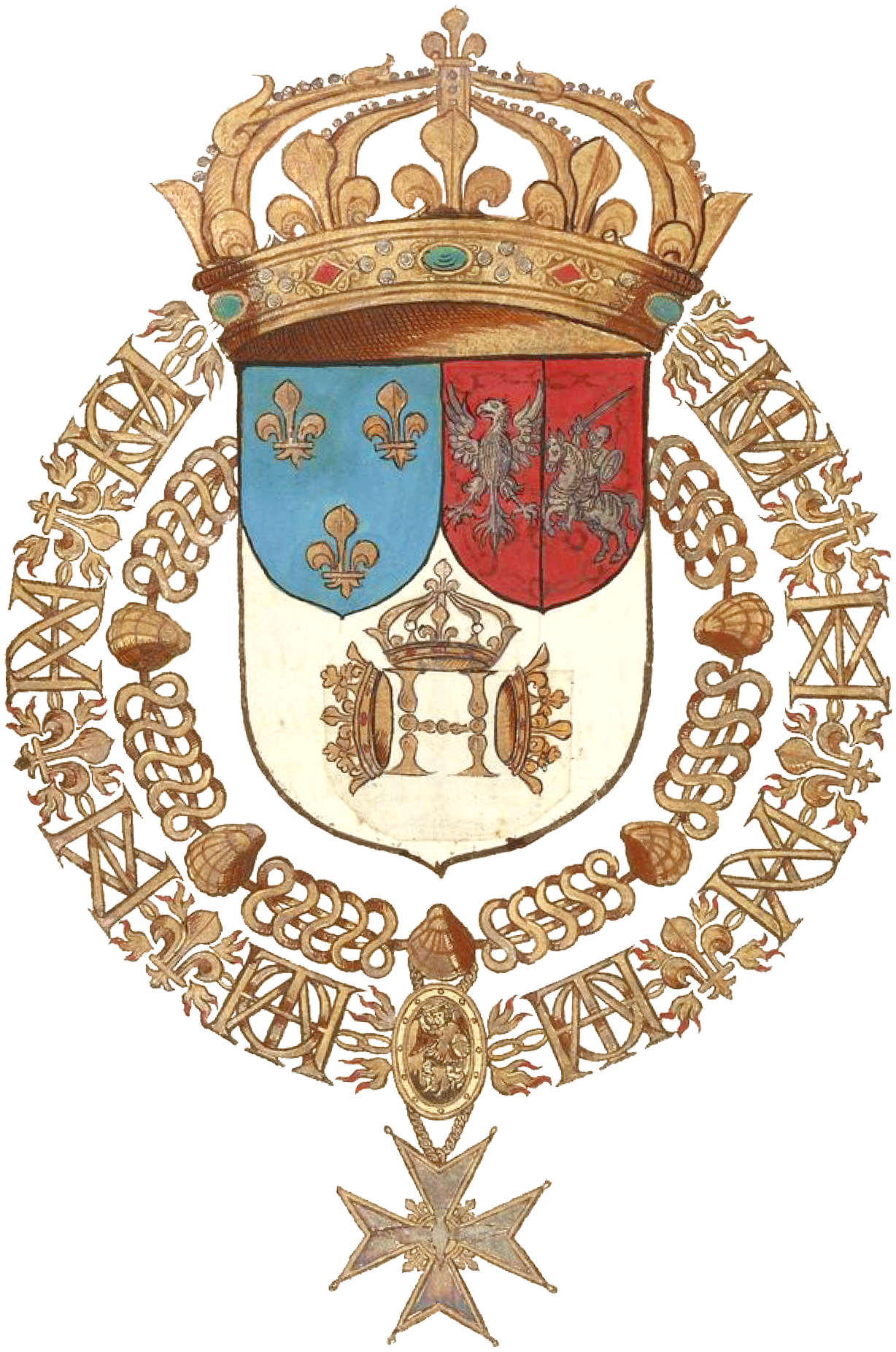
Wappen Heinrichs als König von Polen

Heinrich III. von Frankreich (* 19. September 1551 in Fontainebleau; † 2. August 1589 in Saint-Cloud), mit Taufnamen Alexandre-Édouard, Herzog von Anjou, auch Henri von Valois genannt, war 1573 bis 1574 als Henryk Walezy gewählter König von Polen-Litauen und ab 1574 bis zu seinem Tod König von Frankreich. Er war der letzte Herrscher aus dem Haus Valois.

## Kindheit und Jugend
Heinrich war der vierte Sohn Heinrichs II. von Frankreich und seiner Gemahlin Katharina von Medici. Er war der Lieblingssohn seiner Mutter, und die Beziehung zu den älteren Brüdern Franz und Karl war ebenso schwierig wie zu dem jüngeren Bruder Franz Herkules und der Schwester Margarete.
Im Knabenalter zeigte er für kurze Zeit Neigung zum protestantischen Glauben. Sein Geschmack gab Anlass zu Spekulationen: Er war ungewöhnlich interessiert an Kleidung, Schmuck, Schoßhunden und Puppen. Man nannte ihn daher auch den „Prinzen von Sodom“. Seit 1560 – nach dem Tod des ältesten Bruders – war er Thronfolger.
Mit 17 Jahren wurde er Oberbefehlshaber der königlichen Truppen im Dritten Hugenottenkrieg, aber die zwei Siege bei Jarnac und Moncontour waren eher dem Marschall Gaspar von Tavannes zu verdanken. Nach dem Massaker an den Hugenotten in der Bartholomäusnacht (bei dessen Planung er anwesend war) leitete Heinrich u. a. die erfolglose Belagerung von La Rochelle (1573).
1570 wurde vom französischen Hof der Versuch unternommen, für ihn um die Hand der Königin Elisabeth I. von England zu werben, obwohl diese beinahe doppelt so alt war wie Heinrich und obendrein Protestantin. Es wird vermutet, dass Elisabeth mit derartigen „Gesprächen“ lediglich Spanien in Unruhe versetzen wollte. Heinrich soll sie seinerseits als „öffentliche Hure“ bezeichnet haben. Möglicherweise spielte auch seine ihm nachgesagte Homosexualität eine Rolle beim Scheitern der Unterhandlungen. So unterhielt Heinrich zu dieser Zeit eine enge Beziehung zum gascognischen Heerführer Robert Du Guast.

## König von Polen, König von Frankreich

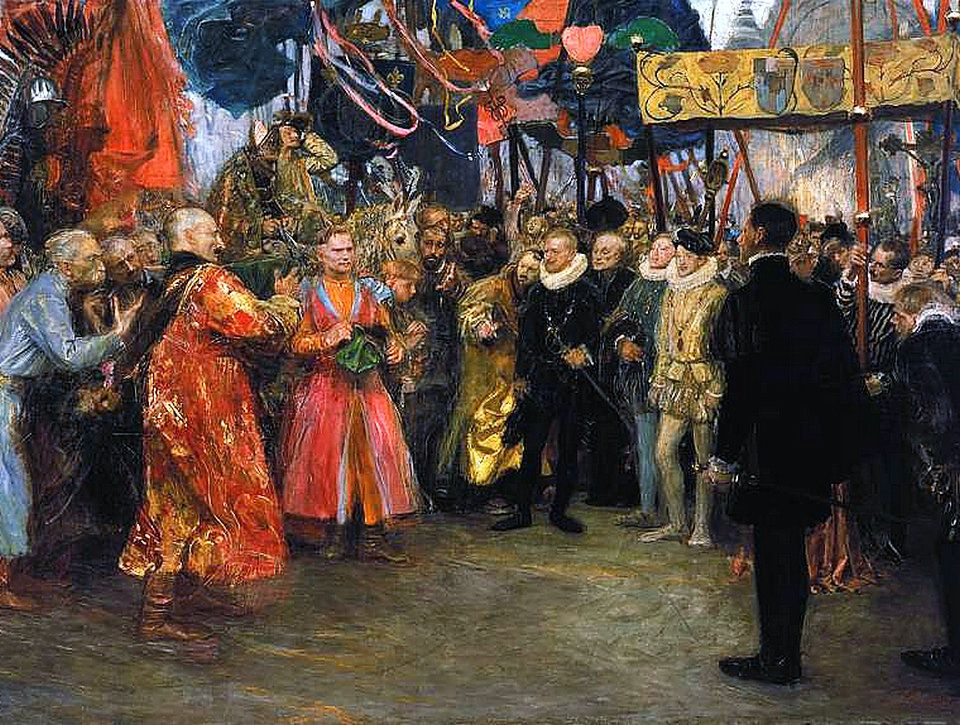
Heinrich von Valois (im Zentrum der rechten Bildhälfte) und eine polnische Gesandtschaft (links im Bild)

Nachdem 1572 der polnische König Sigismund II. August kinderlos gestorben und mit ihm die Manneslinie der Jagiellonen-Dynastie erloschen war, musste die Thronfolge in Polen neu geregelt werden. Da Sigismunds Schwester Anna Jagiellonica unverheiratet war, entschied man in Krakau, sie mit einem ausländischen Prinzen zu vermählen und somit den neuen König zu legitimieren. Anna war zu dieser Zeit bereits 49 Jahre alt, es bestand also keine Hoffnung auf Nachkommen aus dieser Ehe.

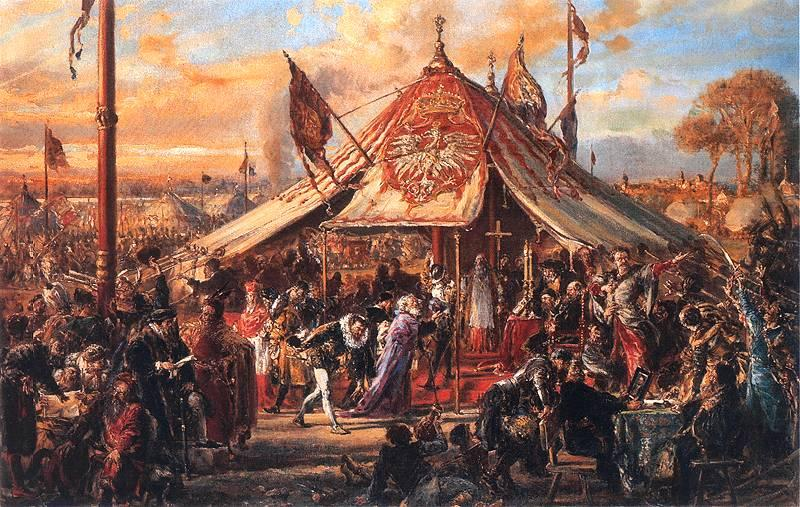
Heinrich von Valois wird auf dem Wahlfeld in Kamion zum König von Polen gewählt

Nach acht Monate andauernden diplomatischen Verhandlungen mit den europäischen Höfen konnte man der polnischen Öffentlichkeit fünf Kandidaten präsentieren. An der Freien Wahl des neuen Königs beteiligte sich der ganze Adel des Landes, der zu diesem Zweck nach Warschau anreiste. Da Heinrichs Rolle an der Bartholomäusnacht nicht eindeutig geklärt war, gab es in Polen erhebliche Bedenken gegenüber seiner Kandidatur. Dies wiederum verschaffte den Hugenotten in Frankreich eine Atempause, denn die Religionskriege wurden vorläufig eingestellt, um seine Wahl nicht zu gefährden. Um ähnliche Gewaltakte auszuschließen und zugleich geltende Bürgerrechte zu garantieren, wurden zwei Rechtsakte (Articuli Henriciani und Pacta conventa) verfasst. Heinrich musste diese vor seiner Krönung zum König (als Heinrich II. von Polen) unterschreiben und einen entsprechenden Eid leisten.
Der junge Herrscher zeigte jedoch von Anfang an wenig Interesse an Staatsgeschäften, verbrachte ganze Tage im Bett oder beim Tanzen. Er verweigerte auch die Vermählung mit Anna. Zwischen ihm und seinen Untertanen wuchs eine immer größere Abneigung.

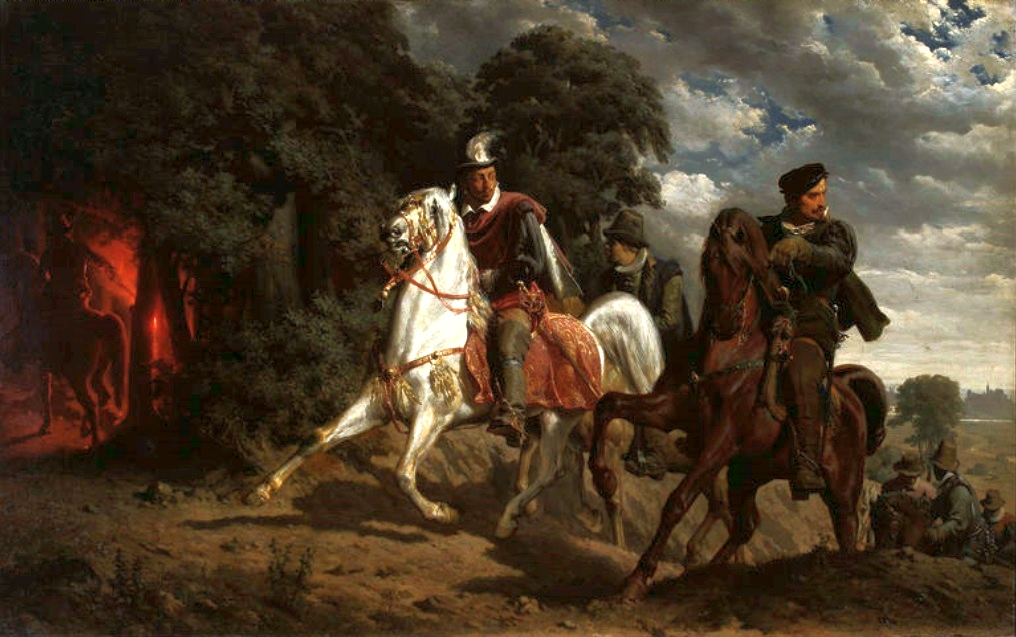
Flucht Heinrichs aus Polen auf einem Gemälde von Artur Grottger

Als ein Jahr später sein Bruder Karl starb, verließ er in einer Nacht-und-Nebel-Aktion sein Königreich, um den französischen Thron zu beanspruchen. In Polen wurde er nach einer Bedenkfrist in der Folge abgesetzt. Trotzdem benutzte er bis zu seinem Tod den Titel „König von Polen“. Zum Monarchen wurde er, diesmal als Heinrich III. von Frankreich, am 13. Februar 1575 in der Kathedrale von Reims gekrönt. Zwei Tage später heiratete er Louise de Lorraine-Vaudémont, die aus einer jüngeren Linie des lothringischen Herzogshauses stammte und somit mit den Herzögen von Guise verwandt war.
Heinrich war weniger an Jagd und Turnieren interessiert, sondern – wohl auch dank seiner Mutter – an Kunst, Mode und Literatur. Er entwickelte sich, ebenso wie sein Großvater Franz I., zum Förderer der Künste. Von ihm stammen Erlasse, die finanzielle und staatsrechtliche Probleme seines Landes hätten mindern können – wenn er ihre Umsetzung mit erforderlichem Nachdruck betrieben hätte. Anscheinend war er jedoch mehr an den Äußerlichkeiten der Machtposition interessiert als an Aufgaben eines Staatsoberhauptes. Er vermochte auch nie, sich dem Einfluss seiner starken Mutter zu entziehen. 1578 stiftete er den Orden vom Heiligen Geist.

## Hugenottenkriege

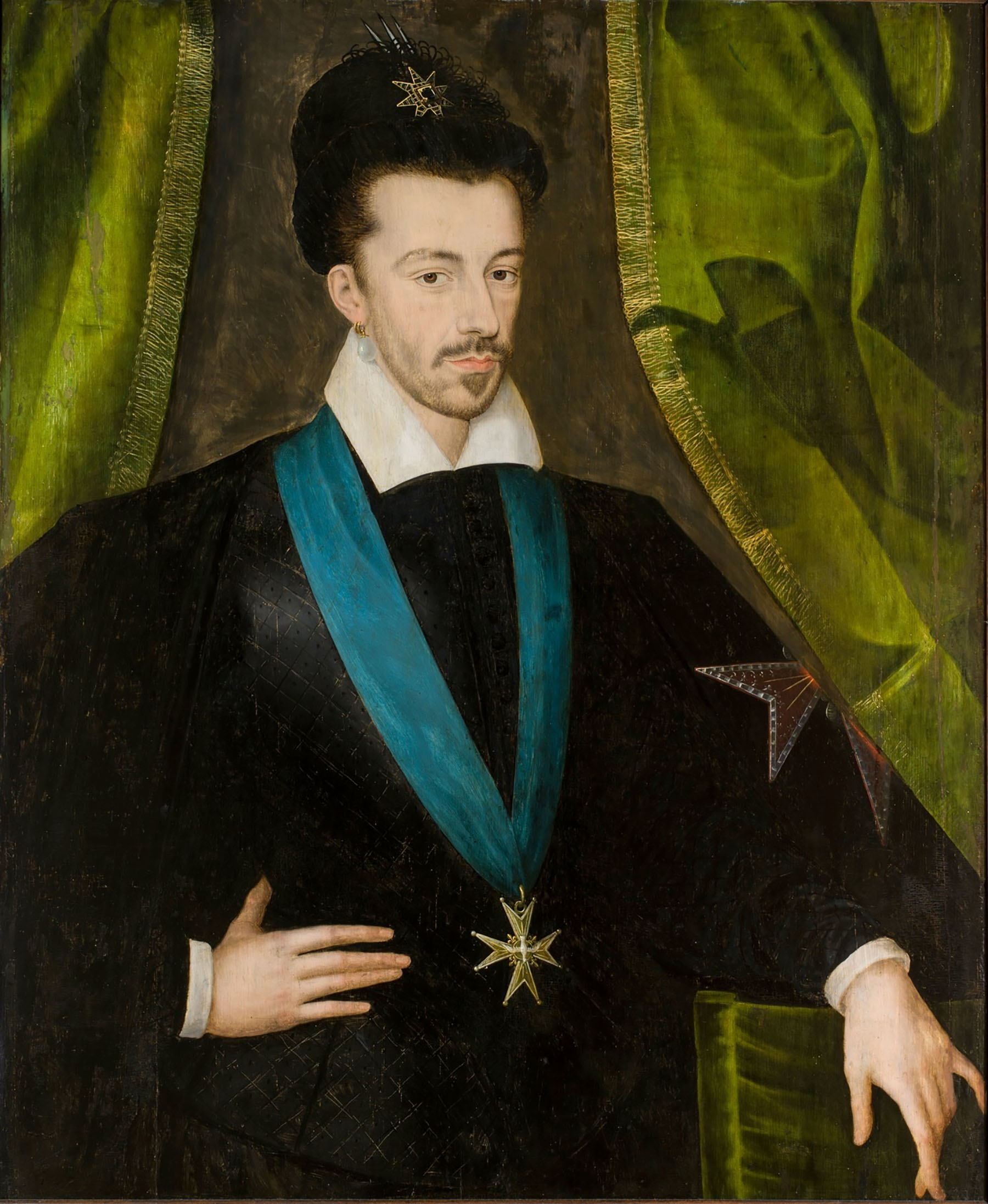
Heinrich III., gemalt von Étienne Dumonstier, 1578

Da er meist unentschlossen handelte, setzten sich unter seiner Herrschaft die französischen Religionskriege fort. Zeitweise näherte er sich, um sich des Herzogs von Guise, Henri I., zu entledigen, den Hugenotten an und schloss mit ihnen Frieden, dann wieder gab er dem Drängen seiner Mutter und der Katholiken nach und brach ihn wieder.
Die Hugenotten erhielten im Edikt von Beaulieu (Mai 1576) mit jetzt acht Sicherheitsplätzen großzügigere Bedingungen als je zuvor. Dieses Edikt stieß bei der katholischen Partei auf so viel Widerstand, dass Herzog Henri I. von Guise die französische Heilige Liga (auch Ligue catholique genannt) gründete. Heinrich III. nahm die Kriegshandlungen wieder auf, doch die Generalstände verweigerten ihm die nötigen Mittel. Nach vielen Verhandlungen sah er sich im Friedensschluss von Bergerac (Bergerac) 1577 gezwungen, die meisten der den Hugenotten gemachten Zugeständnisse wieder zurückzunehmen; wenigstens gab es keine größeren Kriegshandlungen.
Die Heilige Liga wurde – offiziell – aufgelöst. Der König widmete sich wieder vermehrt Festivitäten mit seinen Günstlingen, den unpopulären Mignons. Dabei soll er gern Frauenkleider getragen haben, mit Perlenhalsbändern und Halskrausen nach Damenart. Henri veranstaltete Turniere und Ballette, liebte Maskeraden.
Katharina von Medici, Heinrichs Mutter, reiste in den Süden und sicherte in endlosen Verhandlungsrunden mit dem Führer der Hugenotten, König Heinrich von Navarra (der auch der Schwager Heinrichs III. war), einen prekären Frieden.

## Bürgerkrieg um die Thronfolge ab 1585
Als sein jüngerer Bruder und Thronfolger Franz Herkules 1584 starb, trat Heinrich III. durch seinen engsten Berater Jean Louis de Nogaret, Herzog von Épernon, mit Heinrich von Navarra in Unterhandlungen und sicherte diesem die Thronfolge zu, allerdings unter der Bedingung, dass der wieder zum katholischen Glauben konvertiere. (Nach salischem Erbrecht war Heinrich von Navarra als Abkömmling König Ludwigs IX. aus der Nebenlinie Bourbon der Nächste in der Erbfolge.) Der Hugenottenführer verweigerte jedoch den Glaubenswechsel. Diese Entwicklung alarmierte die Guisen, die „Heilige Liga“ wurde wieder aktiv. Die folgende Auseinandersetzung wurde auch als „Krieg der drei Henris“ bezeichnet (König Heinrich III. von Frankreich, König Heinrich von Navarra und Herzog Heinrich I. von Guise).
Diese erneuerte Heilige Liga hatte jedoch einen neuen Charakter: Sie war keine reine Adelspartei mehr, sondern eine Bewegung mit Rückhalt in den Volksmassen besonders von Paris. Sie schloss Anfang 1585 ein Bündnis mit Spanien, übernahm die Macht in Frankreich nördlich der Loire, war aber klug genug, den untätigen König nicht gefangen zu setzen. Unter dem Druck des Herzogs von Guise und dem Rat seiner Mutter folgend erließ Heinrich III. 1585 ein hugenottenfeindliches Edikt, das auch Heinrich von Navarra von der Thronfolge ausschloss. Er ging mit drei Armeen gegen die Hugenotten vor, doch gab 1587 der Sieg des Königs von Navarra in der Schlacht von Coutras dem Krieg eine neue Wendung. Der Herzog von Guise versuchte die Situation auszunutzen: Im Januar 1588 stellte die Liga dem König ein Ultimatum, das Heinrich III. in die Knie zwingen sollte. Dieser antwortete jedoch mit ungewohnter Festigkeit und ließ – anstatt den Forderungen, unter anderem die Einführung der Inquisition, nachzugeben – Truppen in Paris einrücken.
Daraufhin löste eine „Liga der Sechzehn“ unter Führung des Herzogs von Guise in der Stadt einen Volksaufstand aus („Tag der Barrikaden“ am 12. Mai 1588). Obwohl der König zunächst im Louvre eingeschlossen wurde, konnte er nach Chartres entfliehen. Im Juli unterschrieb er einen Vergleich mit der Liga, der unter anderem dem Kardinal von Bourbon die Thronfolge zusicherte. Im Dezember desselben Jahres nutzte Heinrich III. jedoch die Versammlung der Generalstände in Blois, den Herzog von Guise und dessen Bruder, den Kardinal von Lothringen, ermorden zu lassen. Den Sohn des Herzogs ließ er sicherheitshalber gefangen setzen.
Der Herzog war sehr populär gewesen; die Bürgerschaft von Paris und anderer Städte erhob sich daher gegen den König. Auch das Parlement von Paris, von der Liga der Sechzehn neu eingesetzt, leitete eine gerichtliche Untersuchung ein, Heinrich III. musste wieder aus Paris fliehen. Anfang 1589 starb seine Mutter; im April wechselte er die Seiten und erneuerte das Bündnis mit seinem Schwager, dem Protestanten Heinrich von Navarra, wofür er vom Papst mit dem Kirchenbann belegt wurde, und belagerte nunmehr mit einem Hugenottenheer Paris.

## Ende des Hauses Valois

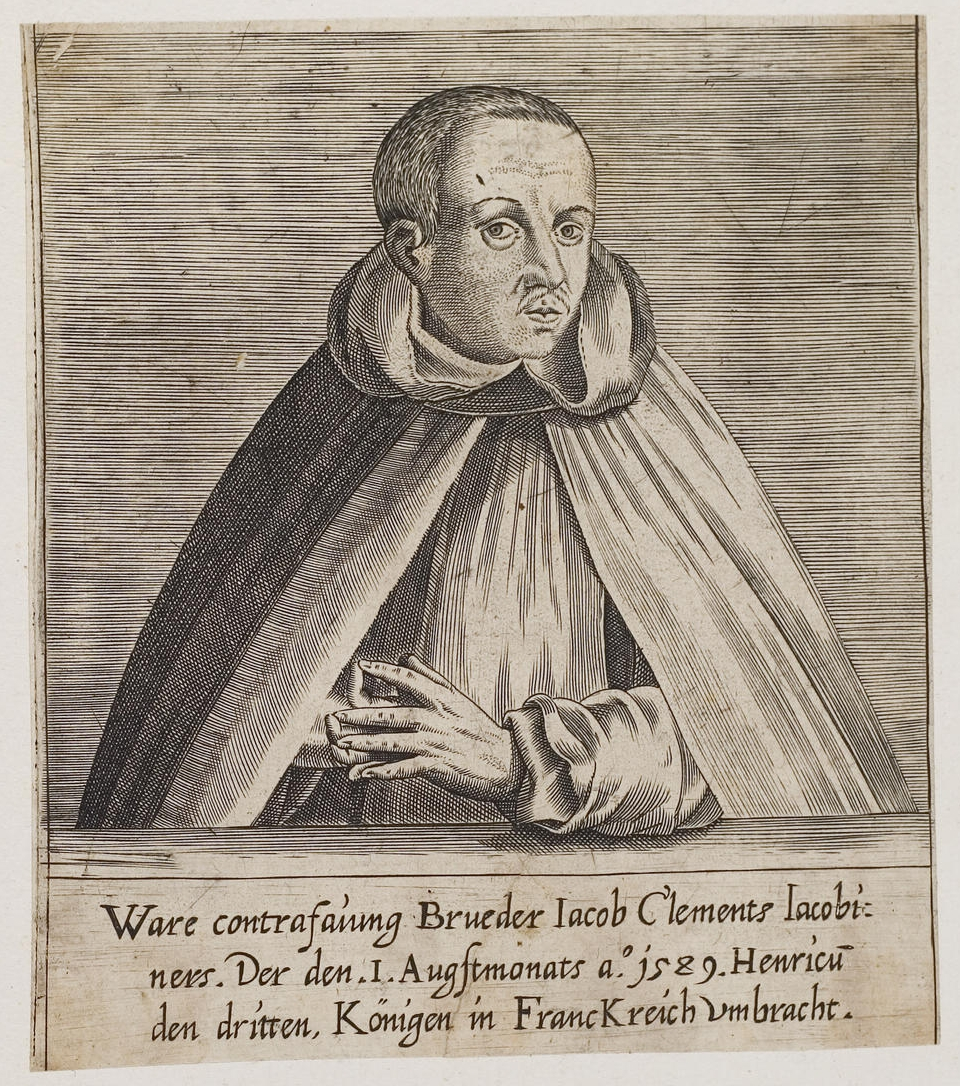
„Ware contrafaiung Brueder Iacob Clements Iacobiners. Der den I. Augstmonats a.o 1589 Henricu[m] den dritten, Königen in Franckreich umbracht“

Bei dieser Belagerung wurde Heinrich III. am 1. August 1589 im Lager zu St. Cloud von Jacques Clément, einem jungen Dominikaner, in Mordabsicht schwer verletzt. Auf dem Sterbebett bestätigte der König seine Zusage von 1584: Heinrich von Navarra solle sein Nachfolger sein (als Heinrich IV. von Frankreich). Mit Heinrich III. erlosch nach 261-jähriger Herrschaft das Geschlecht der Valois zumindest in seiner legitimen Linie. Erst im Jahre 1650 starb Charles de Valois, Herzog von Angoulême und Herzog von Auvergne, ein illegitimer Sohn Karls IX.
Über die Kinderlosigkeit der Ehe Heinrichs III., an der das ganze Königreich Anteil nahm, haben sich schon die Zeitgenossen den Kopf zerbrochen. Möglicherweise war Louise infolge einer Fehlgeburt unfruchtbar. Andere Autoren führen die Kinderlosigkeit auf die dem Ehemann bereits zu seinen Lebzeiten von Diplomaten und Höflingen nachgesagte Homosexualität zurück.
Heinrich III. wurde 20 Jahre nach seinem Tod in der Grablege der französischen Könige, der Kathedrale von Saint-Denis, beigesetzt. Bei der Plünderung der Königsgräber während der Französischen Revolution wurde sein Grab am 18. Oktober 1793 geöffnet, seine Überreste wurden in einem Massengrab außerhalb der Kirche beerdigt. Während der Restauration nach 1815 wurden alle noch im Massengrab vorhandenen Überreste exhumiert. Da keine genaue Zuordnung zu einzelnen Individuen mehr möglich war, wurden sie in einem gemeinsamen Ossarium in der Krypta der Kathedrale beigesetzt.

## Vorfahren
|  |                                                  |  |  |  |  |  |  |  |  |  |  |  |  |
|  | Charles de Valois Hzg. von Angoulême (1459–1496) |  |  |  |  |  |  |  |  |  |  |  |  |
|  |                                                  |  |  |  |  |  |  |  |  |  |  |  |  |
|  |                                                  |  |  |  |  |  |  |  |  |  |  |  |  |
|  | Franz I., Kg. von Frankreich (1494–1547)         |  |  |  |  |  |  |  |  |  |  |  |  |
|  |                                                  |  |  |  |  |  |  |  |  |  |  |  |  |
|  |                                                  |  |  |  |  |  |  |  |  |  |  |  |  |
|  | Luise von Savoyen (1476–1531)                    |  |  |  |  |  |  |  |  |  |  |  |  |
|  |                                                  |  |  |  |  |  |  |  |  |  |  |  |  |
|  |                                                  |  |  |  |  |  |  |  |  |  |  |  |  |
|  | Heinrich II. Kg. von Frankreich (1519–1559),     |  |  |  |  |  |  |  |  |  |  |  |  |
|  |                                                  |  |  |  |  |  |  |  |  |  |  |  |  |
|  |                                                  |  |  |  |  |  |  |  |  |  |  |  |  |
|  | Ludwig XII. Kg. von Frankreich (1462–1515)       |  |  |  |  |  |  |  |  |  |  |  |  |
|  |                                                  |  |  |  |  |  |  |  |  |  |  |  |  |
|  |                                                  |  |  |  |  |  |  |  |  |  |  |  |  |
|  | Claude de France (1499–1524)                     |  |  |  |  |  |  |  |  |  |  |  |  |
|  |                                                  |  |  |  |  |  |  |  |  |  |  |  |  |
|  |                                                  |  |  |  |  |  |  |  |  |  |  |  |  |
|  | Anne de Bretagne (1477–1514)                     |  |  |  |  |  |  |  |  |  |  |  |  |
|  |                                                  |  |  |  |  |  |  |  |  |  |  |  |  |
|  |                                                  |  |  |  |  |  |  |  |  |  |  |  |  |
|  | Heinrich III. König von Frankreich               |  |  |  |  |  |  |  |  |  |  |  |  |
|  |                                                  |  |  |  |  |  |  |  |  |  |  |  |  |
|  |                                                  |  |  |  |  |  |  |  |  |  |  |  |  |
|  | Piero di Lorenzo de’ Medici (1472–1503)          |  |  |  |  |  |  |  |  |  |  |  |  |
|  |                                                  |  |  |  |  |  |  |  |  |  |  |  |  |
|  |                                                  |  |  |  |  |  |  |  |  |  |  |  |  |
|  | Lorenzo di Piero de’ Medici (1492–1519)          |  |  |  |  |  |  |  |  |  |  |  |  |
|  |                                                  |  |  |  |  |  |  |  |  |  |  |  |  |
|  |                                                  |  |  |  |  |  |  |  |  |  |  |  |  |
|  | Alfonsina Orsini (1472–1520)                     |  |  |  |  |  |  |  |  |  |  |  |  |
|  |                                                  |  |  |  |  |  |  |  |  |  |  |  |  |
|  |                                                  |  |  |  |  |  |  |  |  |  |  |  |  |
|  | Caterina de’ Medici (1519–1589)                  |  |  |  |  |  |  |  |  |  |  |  |  |
|  |                                                  |  |  |  |  |  |  |  |  |  |  |  |  |
|  |                                                  |  |  |  |  |  |  |  |  |  |  |  |  |
|  | Jean III. d’Auvergne (gest. 1501)                |  |  |  |  |  |  |  |  |  |  |  |  |
|  |                                                  |  |  |  |  |  |  |  |  |  |  |  |  |
|  |                                                  |  |  |  |  |  |  |  |  |  |  |  |  |
|  | Madeleine de la Tour d’Auvergne (1495–1519)      |  |  |  |  |  |  |  |  |  |  |  |  |
|  |                                                  |  |  |  |  |  |  |  |  |  |  |  |  |
|  |                                                  |  |  |  |  |  |  |  |  |  |  |  |  |
|  | Jeanne de Bourbon-Vendôme                        |  |  |  |  |  |  |  |  |  |  |  |  |
|  |                                                  |  |  |  |  |  |  |  |  |  |  |  |  |
|  |                                                  |  |  |  |  |  |  |  |  |  |  |  |  |